# Luck (série de televisão)
Luck é uma série de televisão norte-americana do gênero drama. Estreou em 11 de dezembro de 2011 no canal HBO. Após a morte de três cavalos em acidentes diferentes nas filmagens, a série foi cancelada, sendo o último episódio exibido em 25 de março de 2012. No Brasil também é transmitida pela HBO, e estreou em 5 de fevereiro de 2012.

## Sinopse
A série gira em torno do universo das corridas de cavalos na Califórnia e de Chester "Ace" Bernstein, um chefe do crime organizado que recém saiu da prisão, após cumprir três anos de pena.

## Elenco
- Dustin Hoffman ..... Chester "Ace" Bernstein
- Dennis Farina ..... Gus
- John Ortiz ..... Turo Escalante
- Richard Kind ..... Joey Rathburn
- Kevin Dunn ..... Marcus Becker
- Ian Hart ..... Lonnie McHinery
- Ritchie Coster ..... Renzo Calagari
- Jason Gedrick ..... Jerry Boyle
- Kerry Condon ..... Rosie Shanahan
- Jill Hennessy ..... Jo Carter
- Nick Nolte ..... Walter Smith
- Gary Stevens ..... Ronnie Jenkins
- Tom Payne ..... Leon Micheaux

## Produção
O tema de abertura, Splitting the Atom, é da banda Massive Attack.